# Pułk Extremadura
Pułk Extremadura (hiszp. Regimiento Extremadura) – jednostka piechoty hiszpańskiej.  Żołnierze rekrutowali się z prowincji Estremadura.
El Regimiento de Extremadura został sformowany w 1641 na bazie kilku oddziałów (los Tercios) milicji, które służyły na terenie obecnej prowincji Badajoz. W stuleciu XVII oddział pilnował granicy z Portugalią.
W roku 1694 przeniesiony do Katalonii. W 1697 oddział rozwiązano by znów założyć w 1704 jako Regimiento Provincial de Extremadura. Przez 50 lat od  1716 do 1766 znów był rozwiązany.
W roku 1767 korpus wolontariuszy z Badajoz (Cuerpo de Voluntarios en Badajoz) zmienił się w regularny pułk  Regimiento de Extremadura núm. 4. Od 1783 nosił numer 36 i przeniesiono go do Ameryki. Nową nazwę: Regimiento de Infantería Extremadura otrzymał w 1818 roku.
Od 1985 roku włączony w Regimiento de Infatería de Granada núm. 34.